# Robert Butler (Regisseur)
Robert Butler (* 16. November 1927 in Los Angeles; † 3. November 2023  in Los Angeles) war ein US-amerikanischer Regisseur und Filmproduzent.

## Leben und Wirken
Butler studierte an der University of California, Los Angeles und machte einen Abschluss in Englisch. Er begann seine Laufbahn im Fernsehen als Platzeinweiser beim Columbia Broadcasting System. Seine erste Regiearbeit war eine Folge der Serie Hennesey im Jahr 1959. Er engagierte sich jahrzehntelang in der Directors Guild of America.
Robert Butler führte im Anschluss bei unterschiedlichen Fernsehserien Regie, darunter Bonanza, Batman, Raumschiff Enterprise, Die Waltons, Remington Steele, Superman – Die Abenteuer von Lois & Clark und Columbo. Ab und zu trat er in Fernsehserien, darunter auch Remington Steele, als Producer (Produzent) und Executive Producer (Herstellungsleiter) in Erscheinung.
Daneben inszenierte Robert Butler auch eine Reihe von Kinofilmen, vor allem für die Disney-Studios. Es handelte sich dabei zumeist um die frühen Filme von Kurt Russell, banale College-Komödien, in denen Russell als Dexter Reilly zu sehen war. Sie waren typische Vertreter der Anti-Establishment-Komödien, wie sie die Disney-Studios Ende der 1960er und Anfang der 1970er Jahre produzierten – vergleichbar etwa mit der zur gleichen Zeit entstandenen deutschen Filmreihe Die Lümmel von der ersten Bank. Ambitionierter, aber an der Kinokasse erfolglos, war hingegen der Spätwestern Cowboy John – Der letzte Held im wilden Westen (Scandalous John, 1971) mit Brian Keith in der Titelrolle.
Mit Ralph Senensky starb der letzte noch lebende Regisseur, der bei einer Episode von Raumschiff Enterprise (1966) Regie führte.

## Auszeichnungen
Robert Butler war fünf Mal für den Emmy-Award nominiert, den er 1981 für den Pilotfilm der Serie Polizeirevier Hill Street gewann. Sieben Jahre zuvor wurde er zwei Mal mit dem Preis für den Fernsehfilm The Blue Knight ausgezeichnet. 2001 wurde er mit dem Robert B. Aldrich Achievement Award der Directors Guild of America geehrt. 2015 erhielt er den Lifetime Achievement Award for Distinguished Achievement in Television Direction.

## Filmografie (Auswahl)
Serien
- 1960–1961: The June Allyson Show (5 Episoden)
- 1961: The Dick Van Dyke Show (2 Episoden)
- 1961–1962: Kein Fall für FBI (The Detectives, 5 Episoden)
- 1962: Unter heißem Himmel (Follow the Sun, 3 Episoden)
- 1962–1963: Die Unbestechlichen (The Untouchables, 7 Episoden)
- 1963, 1965: Preston & Preston (The Defenders, 2 Episoden)
- 1964: Twilight Zone (The Twilight Zone, 2 Episoden)
- 1964–1966: Auf der Flucht (The Fugitive, 6 Episoden)
- 1965: Mister Roberts (4 Episoden)
- 1965–1966: Ein Käfig voller Helden (Hogan’s Heroes, 5 Episoden)
- 1966: Batman (6 Episoden)
- 1966: Raumschiff Enterprise (Star Trek, 3 Episoden)
- 1966: Tennisschläger und Kanonen (I Spy, 4 Episoden)
- 1966–1968: Gefährlicher Alltag (The Felony Squad, 3 Episoden)
- 1967: Invasion von der Wega (The Invaders, 3 Episoden)
- 1967: Heiße Spuren (N.Y.P.D., 2 Episoden)
- 1967: Der Strafverteidiger (Judd, for the Defense, 2 Episoden)
- 1967–1972: Rauchende Colts (Gunsmoke, 3 Episoden)
- 1968: Der Marshall von Cimarron (Cimarron Strip, 2 Episoden)
- 1969–1970: Lancer (4 Episoden)
- 1972–1973: Die Waltons (The Waltons, 3 Episoden)
- 1973: Kung Fu (4 Episoden)
- 1981: Polizeirevier Hill Street (Hill Street Blues, 6 Episoden)
- 1982–1983: Remington Steele (5 Episoden)
- 1987: Zwischenleben (Out On A Limb, 2 Episoden)
- 1991: Ein Strauß Töchter (Sisters, 2 Episoden)
- 1993: Lady Cops (Sirens, 2 Episoden)
- 1993: Superman – Die Abenteuer von Lois & Clark (Lois & Clark: The New Adventures of Superman , 2 Episoden)

Filme
- 1968: Das geheimnisvolle Treffen in Boyne Castle (Guns in the Heather)
- 1969: Superhirn in Tennisschuhen (The Computer Wore Tennis Shoes)
- 1971: Der barfüßige Generaldirektor (The Barefoot Executive)
- 1971: Cowboy John – Der letzte Held im wilden Westen (Scandalous John)
- 1971: Death Takes a Holiday (Fernsehfilm)
- 1972: Es kracht – es zischt – zu seh’n ist nischt (Now You See Him, Now You Don’t)
- 1973: Columbo: Doppelter Schlag (Double Shock, Fernsehfilm)
- 1974: Schußfahrt in den Tod (The Ultimate Thrill)
- 1974: Columbo: Schreib oder stirb (Publish or Perish, Fernsehfilm)
- 1975: Strange New World (Fernsehfilm)
- 1976: Solange die Liebe lebt (Dark Victory, Fernsehfilm)
- 1976: James Dean Story (James Dean, Fernsehfilm)
- 1976: SOS in den Wolken (Mayday at 40,000 Feet!, Fernsehfilm)
- 1977: Die Angeklagte (A Woman Accused, Fernsehfilm)
- 1978: Eingekreist (A Question of Guilt, Fernsehfilm)
- 1978: Lacy and the Mississippi Queen (Fernsehfilm)
- 1978: Heiße Schüsse, kalte Füße (Hot Lead and Cold Feet)
- 1980: Countdown in Manhattan (Night of the Juggler)
- 1981: Die Maulwürfe von Beverly Hills (Underground Aces)
- 1984: Das turbogeile Gummiboot (Up the Creek)
- 1984: Concrete Beat (Fernsehfilm)
- 1986: Schon verdammt lange her (Long Time Gone, Fernsehfilm)
- 1988: L.A. 2088 – Die Zukunft ist jetzt (Out of Time, Fernsehfilm)
- 1992: Im Strudel mysteriöser Morde (Bay City Story, Fernsehfilm)
- 1994: Reißende Strömung – Raftingtrip ins Verderben (White Mile, Fernsehfilm)
- 1997: Turbulence